# Grand Prix Monaka 2013
Grand Prix Monaka 2013 (oficiálně Grand Prix de Monaco 2013) se jela na okruhu Circuit de Monaco v Monte Carlu v Monaku dne 26. května 2013. Závod byl šestým v pořadí v sezóně 2013 šampionátu Formule 1.

## Kvalifikace
| Poř.                       | No. | Jezdec              | Konstruktér          | Časy v kvalifikaci | Časy v kvalifikaci | Časy v kvalifikaci | Pořadí na startu |
| Poř.                       | No. | Jezdec              | Konstruktér          | Q1                 | Q2                 | Q3                 | Pořadí na startu |
| -------------------------- | --- | ------------------- | -------------------- | ------------------ | ------------------ | ------------------ | ---------------- |
| 1                          | 9   | Nico Rosberg        | Mercedes             | 1:24.620           | 1:16.135           | 1:13.876           | 1                |
| 2                          | 10  | Lewis Hamilton      | Mercedes             | 1:23.779           | 1:16.265           | 1:13.967           | 2                |
| 3                          | 1   | Sebastian Vettel    | Red Bull-Renault     | 1:24.243           | 1:15.988           | 1:13.980           | 3                |
| 4                          | 2   | Mark Webber         | Red Bull-Renault     | 1:25.352           | 1:17.322           | 1:14.181           | 4                |
| 5                          | 7   | Kimi Räikkönen      | Lotus-Renault        | 1:25.835           | 1:16.040           | 1:14.822           | 5                |
| 6                          | 3   | Fernando Alonso     | Ferrari              | 1:23.712           | 1:16.510           | 1:14.824           | 6                |
| 7                          | 6   | Sergio Pérez        | McLaren-Mercedes     | 1:24.682           | 1:17.748           | 1:15.138           | 7                |
| 8                          | 15  | Adrian Sutil        | Force India-Mercedes | 1:25.108           | 1:17.261           | 1:15.383           | 8                |
| 9                          | 5   | Jenson Button       | McLaren-Mercedes     | 1:23.744           | 1:17.420           | 1:15.647           | 9                |
| 10                         | 18  | Jean-Éric Vergne    | Toro Rosso-Ferrari   | 1:23.699           | 1:17.623           | 1:15.703           | 10               |
| 11                         | 11  | Nico Hülkenberg     | Sauber-Ferrari       | 1:25.547           | 1:18.331           |                    | 11               |
| 12                         | 19  | Daniel Ricciardo    | Toro Rosso-Ferrari   | 1:24.852           | 1:18.344           |                    | 12               |
| 13                         | 8   | Romain Grosjean     | Lotus-Renault        | 1:23.738           | 1:18.603           |                    | 13               |
| 14                         | 17  | Valtteri Bottas     | Williams-Renault     | 1:24.681           | 1:19.077           |                    | 14               |
| 15                         | 21  | Giedo van der Garde | Caterham-Renault     | 1:26.095           | 1:19.408           |                    | 15               |
| 16                         | 16  | Pastor Maldonado    | Williams-Renault     | 1:23.452           | 1:21.688           |                    | 16               |
| 17                         | 14  | Paul di Resta       | Force India-Mercedes | 1:26.322           |                    |                    | 17               |
| 18                         | 20  | Charles Pic         | Caterham-Renault     | 1:26.633           |                    |                    | 18               |
| 19                         | 12  | Esteban Gutiérrez   | Sauber-Ferrari       | 1:26.917           |                    |                    | 19               |
| 20                         | 23  | Max Chilton         | Marussia-Cosworth    | 1:27.303           |                    |                    | 22               |
| 107% času vítěze: 1:29.293 |     |                     |                      |                    |                    |                    |                  |
| —                          | 22  | Jules Bianchi       | Marussia-Cosworth    | Bez času           |                    |                    | 20               |
| —                          | 4   | Felipe Massa        | Ferrari              | Bez času           |                    |                    | 21               |
| Zdroj:                     |     |                     |                      |                    |                    |                    |                  |

Poznámky
1. ↑  Max Chilton obdržel trest posunu o 5 míst vzad za neplánovanou výměnu převodovky.
2. 1 2  Jules Bianchi a Felipe Massa nezaznamenali čas, kterým by se kvalifikovali ve 107 % času vítěze. Start jim byl povolen sportovními komisaři.

## Závod
| Poř.   | No. | Jezdec              | Konstruktér          | Počet kol | Čas/Odstoupení      | Pořadí na startu | Body |
| ------ | --- | ------------------- | -------------------- | --------- | ------------------- | ---------------- | ---- |
| 1      | 9   | Nico Rosberg        | Mercedes             | 78        | 2:17:52.506         | 1                | 25   |
| 2      | 1   | Sebastian Vettel    | Red Bull-Renault     | 78        | + 3.889             | 3                | 18   |
| 3      | 2   | Mark Webber         | Red Bull-Renault     | 78        | + 6.314             | 4                | 15   |
| 4      | 10  | Lewis Hamilton      | Mercedes             | 78        | + 13.895            | 2                | 12   |
| 5      | 15  | Adrian Sutil        | Force India-Mercedes | 78        | + 21.478            | 8                | 10   |
| 6      | 5   | Jenson Button       | McLaren-Mercedes     | 78        | + 23.104            | 9                | 8    |
| 7      | 3   | Fernando Alonso     | Ferrari              | 78        | + 26.734            | 6                | 6    |
| 8      | 18  | Jean-Éric Vergne    | Toro Rosso-Ferrari   | 78        | + 27.224            | 10               | 4    |
| 9      | 14  | Paul di Resta       | Force India-Mercedes | 78        | + 27.608            | 17               | 2    |
| 10     | 7   | Kimi Räikkönen      | Lotus-Renault        | 78        | + 36.582            | 5                | 1    |
| 11     | 11  | Nico Hülkenberg     | Sauber-Ferrari       | 78        | + 42.572            | 11               |      |
| 12     | 17  | Valtteri Bottas     | Williams-Renault     | 78        | + 42.691            | 14               |      |
| 13     | 12  | Esteban Gutiérrez   | Sauber-Ferrari       | 78        | + 43.212            | 19               |      |
| 14     | 23  | Max Chilton         | Marussia-Cosworth    | 78        | + 49.886            | 22               |      |
| 15     | 21  | Giedo van der Garde | Caterham-Renault     | 78        | + 1:02.591          | 15               |      |
| 16     | 6   | Sergio Pérez        | McLaren-Mercedes     | 72        | Poškození po kolizi | 7                |      |
| Ret    | 8   | Romain Grosjean     | Lotus-Renault        | 63        | Kolize              | 13               |      |
| Ret    | 19  | Daniel Ricciardo    | Toro Rosso-Ferrari   | 61        | Kolize              | 12               |      |
| Ret    | 22  | Jules Bianchi       | Marussia-Cosworth    | 58        | Nehoda              | 20               |      |
| Ret    | 16  | Pastor Maldonado    | Williams-Renault     | 44        | Kolize              | 16               |      |
| Ret    | 4   | Felipe Massa        | Ferrari              | 28        | Nehoda              | 21               |      |
| Ret    | 20  | Charles Pic         | Caterham-Renault     | 7         | Motor               | 18               |      |
| Zdroj: |     |                     |                      |           |                     |                  |      |

## Průběžné pořadí po závodě
Pohár jezdců
|   | Pořadí | Jezdec           | Body |
| - | ------ | ---------------- | ---- |
|   | 1      | Sebastian Vettel | 107  |
|   | 2      | Kimi Räikkönen   | 86   |
|   | 3      | Fernando Alonso  | 78   |
|   | 4      | Lewis Hamilton   | 62   |
| 1 | 5      | Mark Webber      | 57   |

Pohár konstruktérů
|  | Pořadí | Konstruktér          | Body |
|  | ------ | -------------------- | ---- |
|  | 1      | Red Bull-Renault     | 164  |
|  | 2      | Ferrari              | 123  |
|  | 3      | Lotus-Renault        | 112  |
|  | 4      | Mercedes             | 109  |
|  | 5      | Force India-Mercedes | 44   |